# Astle
Astle é uma comunidade localizada na província canadense de New Brunswick.
Localização de Astle em New Brunswick
46° 24' 56" N 66° 27' 56" W{{{latG}}}° {{{latM}}}' {{{latS}}}" {{{latP}}} {{{lonG}}}° {{{lonM}}}' {{{lonS}}}